# Caracal (Roménia)
Caracal é uma cidade da Roménia com 34.603 habitantes, com o grau de município, localizada no judeţ (distrito) de Olt.